# Carlos Salem
Carlos Salem Sola (Buenos Aires, 1959) es un escritor y periodista argentino, residente desde 1988 en España. Tiene obra traducida a varios idiomas como alemán, francés e italiano.

## Trayectoria
Estudió Ciencias de la Información en Córdoba y creó programas de televisión y anuncios publicitarios en su país natal donde también desempeñó otros trabajos. Llegó a España en 1988 y continuó su labor periodística en diarios como El Faro de Ceuta, El Telegrama o El Faro de Melilla entre otros y también en medios radiofónicos. En el año 2000, se trasladó a Madrid y colaboró en las revistas Marie Claire, Cosmopolitan y Ser Padres.
En 2006, codirigió en el barrio de Malasaña de Madrid, el bar literario Bukowski club, donde organizó jam sessions semanales de poesía, al igual que hizo en otros bares como Diablos azules y Aleatorio. Estas sesiones iniciaron el movimiento de micros abiertos de poesía en directo de toda España.
El 2007, debutó como novelista con Camino de ida, que mereció el Memorial Silverio Cañada de la Semana Negra de Gijón 2008 a la Mejor Primera Novela Policial escrita en Español. Esta novela fue publicada en 2009 en Francia por Moisson Rouge bajo el título Aller Simple y fue finalista de los Prix 813 a la mejor novela policiaca traducida al francés. Ha publicado asimismo libros de poesía como Si dios me pide un bloody mary (2008), Follamantes (2014), Una Sirena en la Montaña (2021) entre otros y la obra de teatro El torturador arrepentido (2011) llevada a la escena por la compañía Brétema Teatro.
Es creador del concepto de la "cerveza ficción" que alude, según sus propias palabras, a unos relatos noctámbulos y canallas con un toque de picaresca callejera española que se desarrollan habitualmente en un bar. A este concepto pertenecen Relatos negros, cerveza rubia (2016), En el cielo no hay cerveza (2015) y El huevo izquierdo del talento (2013). Junto al ilustrador Kike Narcea, adaptó esta última para convertirla en la novela gráfica Que decidan las cerillas, que salió a la calle en 2018.
Como poeta ha participado en los festivales PoeMaD, INVERSO, Festival Internacional de Perfopoesía (2010, 2011), Festival Internacional de Poesía de Génova (2012), Feria del Libro de Ginebra (2013), Festival Nuevas Letras, Universidad del Atlántico, Barraquilla (2015) y en los Cursos de Verano de El Escorial de 2017. Durante los años 2012, 2013 y 2014, coordinó las Jam Session de Poesía de la Semana de las Letras de la Universidad Complutense de Madrid.
Ha realizado colaboraciones con otros artistas. Junto al poeta Escandar Algeet llevó por toda España el espectáculo poético Confieso que he bebido. En 2014, colaboró con el poeta y cantautor Diego Ojeda en el espectáculo poético-musical Personajes Secundarios. En 2018, presentó el disco Tu novio vintage junto al músico y cantante Adrià Navarro.
En el año 2016, formó parte del equipo del programa radiofónico Negra y Criminal dirigido y presentado por Mona León Siminiani que estrenó la Cadena SER, en el que se encargó de la dirección del concurso de cuentos. En 2018, asumió la coordinación de la colección La poesía mancha, especializada en dar a conocer la poesía más actual. Fue profesor del Centro de Formación de Novelistas de Madrid e imparte talleres de narrativa y poesía en varios países, además de realizar asesorías de proyectos literarios tanto presenciales como por video conferencia. Atiende de manera activa sus redes sociales donde comparte charlas y lecturas de poesía.
El 13º Festival Toulouse Polars du Sud, celebrado en octubre de 2021, que homenajeó a la novela negra y policíaca de todo el Mediterráneo, tuvo a Salem como padrino. En la celebración del festival VLC Negra de 2021, fue uno de los seis convocados por la organización para inaugurar las Noir Express, un formato de intervenciones de no más de 15 minutos, retransmitido on-line.

## Reconocimientos
- 2008 - Camino de ida, obtuvo el Memorial Silverio Cañada de la Semana Negra de Gijón a la Mejor Primera Novela Policial escrita en Español.[30]
- 2009  - Aller Simple, versión francesa de Camino de ida fue finalista de los Prix 813 a mejor novela policial traducida al francés y según la revista Lire, una de las diez mejores novelas del año.[31]
- 2009 - Matar y guardar la ropa ganó el Premio Novelpol a la mejor novela negra publicada en 2008.[30]
- Matar y guardar la ropa fue galardonada con el Premio Paris Noir.
- 2009 - Pero sigo siendo el rey fue finalista del Premio Hammett de novela de género negro.[32]
- 2010 - Cracovia sin ti fue reconocida con el premio internacional Ciudad de Seseña de novela romántica.[30]
- 2012 - Pero sigo siendo el rey obtuvo el premio Mandarache de fomento a la lectura.[33]
- 2012 - Pero sigo siendo el rey fue candidata a mejor novela negra del año en Francia.[33]
- 2012 - Un Jamón Calibre 45 fue finalista del Premio Dashiel Hammett.[34]
- 2014 - Muerto el perro se alzó con el premio a la Mejor Novela de 2014 del festival Valencia Negra (VlC Negra) al conseguir los votos de 4300 personas en el sitio web del certamen.[31]
- 2018 - Attends-moi au ciel consiguió el Prix Violeta Negra, creado en 2011 para premiar obras publicadas en Francia procedentes de idiomas como el italiano, el portugués, el griego, el árabe, el turco y el español.[35]

## Obra

### Infantil y juvenil
- 2014 - El dilema del Tigre blanco. Edebé. Barcelona. ISBN 9788468312477
- 2014 - El tesoro del Tigre Blanco. Edebé. Barcelona. ISBN 9788468312729
- 2016 - #Follamantes. Frida. Madrid. ISBN 9788494268601
- 2016 - Mujeres con gato (Todas mis jodidas historias de amor). Mueve tu lengua. Madrid. ISBN 9788494567667
- 2017 - Minerva Watson 1. El asombroso caso de las sombras equivocadas. Edebé. Barcelona. ISBN 9788468333540
- 2017 - Minerva Watson 2. El Fantasma que no era. Edebé. Barcelona. ISBN 9788468333557
- 2018 - Minerva Watson 3. La máquina de perder el tiempo. Edebé. Barcelona. ISBN 9788468335087
- 2018 - Minerva Watson 4. Los ladrones de montañas. Edebé. Barcelona. ISBN 9788468338439
- 2018 - La isla de los niños encontrados. Mueve tu lengua. Madrid.  ISBN 9788417284466

### Novela
- 2007 - Camino de ida. Salto de página. Madrid. ISBN 9788493563523
- 2008 - Matar y guardar la ropa. Salto de página. Madrid. ISBN 9788493563592
- 2009 - Pero sigo siendo el rey. Salto de página. Madrid. ISBN 9788493635473
- 2010 - Cracovia sin ti. Imagine. Madrid. ISBN 9788496715363
- 2011 - Un Jamón Calibre 45. RBA Libros. Barcelona. ISBN 9788490061107
- 2013 - El huevo Izquierdo del talento. Escalera. Madrid. ISBN 9788494057311
- 2013 - El hijo del Tigre blanco. Edebé. Barcelona. ISBN 9788468308708
- 2013 - La maldición del Tigre blanco. Edebé. Barcelona. ISBN 9788468308760
- 2014 - Muerto el perro. Navona. Barcelona. ISBN 9788492840809
- 2014 - Rayos X. Tropo. Barcelona. ISBN 9788496911789
- 2015 - En el cielo no hay cerveza. Navona. Barcelona. ISBN 9788416259120
- 2016 - Cuando mi sombra te alcance. Navona. Barcelona. ISBN 9788416259694
- 2018 - Un violín con las venas cortadas. Navona. Barcelona. ISBN 9788417181130
- 2019 - Donde el tiempo ya no duele. Navona. Barcelona. ISBN 9788417181840
- 2020 - Diario de un perfecto abandonado. Adarve. Madrid. ISBN 9788418097706
- 2021 - Los que merecen morir. Alrevés. Barcelona. ISBN 9788417847968
- 2022 - Madrid nos mata. Alrevés. Barcelona. ISBN 9788418584336
- 2023 - Los dioses también mueren Alrevés. Barcelona. ISBN 9788419615107
- 2024 - Tango del torturador arrepentido Alrevés, Barcelona. ISBN 9788419615664

### Relatos
- 2008 - Yo también puedo escribir una jodida historia de amor. Escalera. Madrid. ISBN 9788493639747
- 2009 - Yo lloré con Terminator 2 (Relatos de Cerveza-Ficción). Escalera. Madrid. ISBN 9788493701826
- 2016 - Relatos negros, cerveza rubia. Navona. Barcelona. ISBN 9788416259410

### Cómic
- 2016 - Ja viens de m´echaper du ciel (en francés). Casterman. ISBN 9782203095687
- 2018 - Que decidan las cerillas. Navona. Barcelona. ISBN 9788417181147
- 2019 - Lo que la noche sabe. Navona. Barcelona. ISBN 978-8417181871
- 2022 - Madrid nos mata. Alrevés. Barcelona. ISBN 9788418584336

### Teatro
- 2011 - El torturador arrepentido. Talentura. Madrid. ISBN 9788493765965

### Poesía
- 2006 - Foto borrosa con mochila. Escalera. Madrid. ISBN 978-8494057311
- 2008 - Si dios me pide un bloody mary. Ya lo dijo Casimiro Parker. Madrid. ISBN 9788461278602
- 2009 - Orgía de andar por casa. Editorial Albatros.
- 2010 - Memorias circulares del hombre-peonza. Ya lo dijo Casimiro Parker. Madrid. ISBN 9788461436118
- 2013 - El animal. Ya lo dijo Casimiro Parker. Madrid. ISBN 9788494123238
- 2015 - El Amor es el crimen perfecto. Ya lo dijo Casimiro Parker. Madrid. ISBN 9788494310454
- 2016 - Con un pájaro de menos (poemas de amor y rabia). SLU Espasa libros. Madrid. ISBN 9788467047493
- 2016 - 24 incendios. 4 de agosto. Logroño. ISBN 978-84-16536-29-0
- 2018 - Solamente muero los domingos. Mueve tu lengua. Madrid. ISBN 9788417284152
- 2019 - La rebelión de los Follamantes. Mueve tu lengua. Madrid. ISBN 9788494673924
- 2021 - Una Sirena en la Montaña. Mariposa. León. ISBN 9788412338782
- 2022 - Popesia. Muddy Waters Books. Madrid. ISBN 9788412272031
- 2022 - Poetas del crimen. Por la paz. Alrevés. Barcelona. ISBN 9788418584497
- 2022 - Mudanza de cenizas. Valparaíso Ediciones. Granada. ISBN 9788419347237

### Obra traducida al francés
- 2009 - Aller simple (Babel noir n° 38).[36] Alvik Editions. ISBN 978-2914833851
- 2010 - Nager sans se mouiller.[37] Actes Sud. ISBN 978-2742792467
- 2011 - Je reste roi d'Espagne.[38] Actes Sud. ISBN 9782742797509
- 2011 - Un jambon calibre 45.[39] RBA Libros. Barcelona. ISBN 9788490061107
- 2013 - Le fils du Tigre Blanc.[40] Actes Sud. ISBN 978-2330019204
- 2014 - La malédiction du Tigre Blanc. Actes Sud Junior. ISBN 978-2330034528
- 2015 - Le plus jeune fils de Dieu.[41] Actes Sud. ISBN 9782330038991
- 2015 - Attends-moi au ciel.[42] Actes Sud. ISBN 9782330075965
- 2015 - Japonais grillés. Les Editions IN8. ISBN 978-2362240560
- 2015 - Orgie Casanière. ISBN 9791092948158
- 2016 - Je viens de m'échapper du ciel (Laureline Mattiussi d'après Carlos Salem) Casterman. ISBN 978-2203095687
- 2017 - La nuit de Valentín. Les Editions IN8. ISBN 978-2362240850
- 2017 - Te he pedido amablemente que te mueras / Je t’ai demandé aimablement de mourir. Autoedición. ISBN 978-84-697-6675-0
- 2020 - La derniére affaire de Hohnny Bourbon. Actes Sud. ISBN 9782330141851

### Obra traducida al Italiano
- 2012 - Nuda é la morte. Tropea. ISBN 9788855802208

### Obra traducida al Alemán
- 2017 - Wir töten nicht jeden. DTV. ISBN 978-3423216838